# 小菅出入口
小菅出入口（こすげでいりぐち）は、東京都葛飾区小菅二丁目にある首都高速中央環状線の出入口である。堀切JCT方面の出入口のみ設置されているハーフインターチェンジである。

## 歴史
- 1982年（昭和57年）3月30日 : 供用開始。
- 2015年（平成27年）8月24日 : 内回り出口が長期間閉鎖（内回り・堀切JCT - 小菅JCT間 (560 m) の4車線化拡幅工事のため）[1][2]
- 2017年（平成29年）6月23日 : 閉鎖解除[3]。

## 周辺
- 堀切菖蒲園駅
- 荒川
- 綾瀬川

## 隣
首都高速中央環状線
(C37,C38)千住新橋出入口 - 小菅JCT/(C40)小菅出入口 - 堀切JCT - (C41,C42)四つ木出入口
首都高速6号三郷線
小菅JCT - 加平PA - (651)加平出入口